# Tony Heurtebis
Tony Heurtebis (ur. 15 stycznia 1975 w Saint-Nazaire) – francuski piłkarz, grający na pozycji bramkarza.

## Kariera
Swoją karierę rozpoczął w 1995 roku w Stade Rennais. Grał tam do 1999 roku, w tym czasie występując w 57 spotkaniach. Następnie przeniósł się do innego klubu z Francji – Troyes AC. W jego barwach zagrał 119 razy. W 2004 roku odszedł do Stade Brestois 29. W sezonie 2004/2005 zagrał 26 razy, a po jego zakończeniu po raz kolejny zmienił klub. W latach 2005–2010 grał w FC Nantes, gdzie rozegrał 53 mecze.
W Ligue 1 rozegrał 193 spotkania.
Grał również w reprezentacji Francji do lat 21.